# Robbie Crane
Robert ("Robbie") Crane (nacido el 5 de enero de 1969 en Orange County, California) es un músico estadounidense, conocido por ser durante quince años, bajista de la banda de hard rock  Ratt.

## Biografía
Robbie Crane se trasladó al Distrito de Fairfax en Hollywood, California a la edad de 9 años. Sus estudios primarios los realizó en el Bancroft Junior High School y la secundaria en el Fairfax High School.
Para su decimocuarto cumpleaños su padre le compró su primer bajo para la Escuela de Música de Fairfax. Poco después Robbie y mejor amigo Stuart Waldman tocaban en clubes de Hollywood con su primera banda "Dreamsuite" cuando tenían sólo 16 años. 
Robbie pasó a aer técnico para el bajista Bobby Dall de Poison entre 1984 a 1986. 
A nivel profesional, tocó como bajista en bandas locales de Los Ángeles: Lancia, Hot Wheelz, New Haven y Monroe (de Rick Monroe) y ha estado de gira y grabado con Vince Neil, (Mötley Crüe), en solista con la banda de Steve Stevens (en la guitarra) y con Vikki Foxx  (ex-Enuff Z'Nuff) en la batería. Tiempo después tocó con Al Pitrelli en Vertex y luego con Ratt grabando y haciendo giras desde 1996.

## Otros proyectos
Por otro lado Robbie ha participado en otros proyectos con bandas menos conocidas, como Love/Hate y Adler's Appetite entre otras.
En 2008 se unió a Jani Lane ex - cantante de Warrant para un proyecto musical de Hard Rock, junto a su compañero de Ratt, el baterista Bobby Blotzer y  otro ex - compañero de la misma banda, Keri Kelli en las guitarras. 
Todos ellos conformaron la agrupación Saints of The Underground, la cual publicó un álbum Love The Sin, Hate The Sinner (2008).

## Actualidad
El 25 de marzo de 2012, Robbie Crane anuncio oficialmente su salida de Ratt, banda en la que participó 15 años, para darle más atención a Lynch Mob banda del guitarrista George Lynch (ex-Dokken). El bajista Juan Croucier, que había dejado el grupo en 1991, regresó a las filas de Ratt para sustituirlo.

## Discografía

### Con Vince Neil
- Exposed (1993)
- Carved In Stone (1995)
- Alive at the Whisky: One Night Only (2003)

### Con Ratt
- Collage (1997)
- Ratt (1999)
- Tell The World: The Very Best Of Ratt (2007)
- Infestation (2010)

### Con Adler's Appetite
- Adler's Appetite (2005)

### Con Saints Of The Underground
- Love The Sin, Hate The Sinner (2008)

### Con Lynch Mob
- Sound Mountain Sessions (2012)

- Datos: Q7340874